# Botanophila hedleya
Botanophila hedleya är en tvåvingeart som först beskrevs av Huckett 1947.  Botanophila hedleya ingår i släktet Botanophila och familjen blomsterflugor. Inga underarter finns listade i Catalogue of Life.